# Ngendrosari
Ngendrosari is een bestuurslaag in het regentschap Magelang van de provincie Midden-Java, Indonesië. Ngendrosari telt 636 inwoners (volkstelling 2010).